# (2393) Suzuki
(2393) Suzuki (1955 WB) – planetoida z pasa głównego asteroid okrążająca Słońce w ciągu 5,8 lat w średniej odległości 3,23 au. Odkryta 17 listopada 1955 roku.